# Fürstenbaumuseum

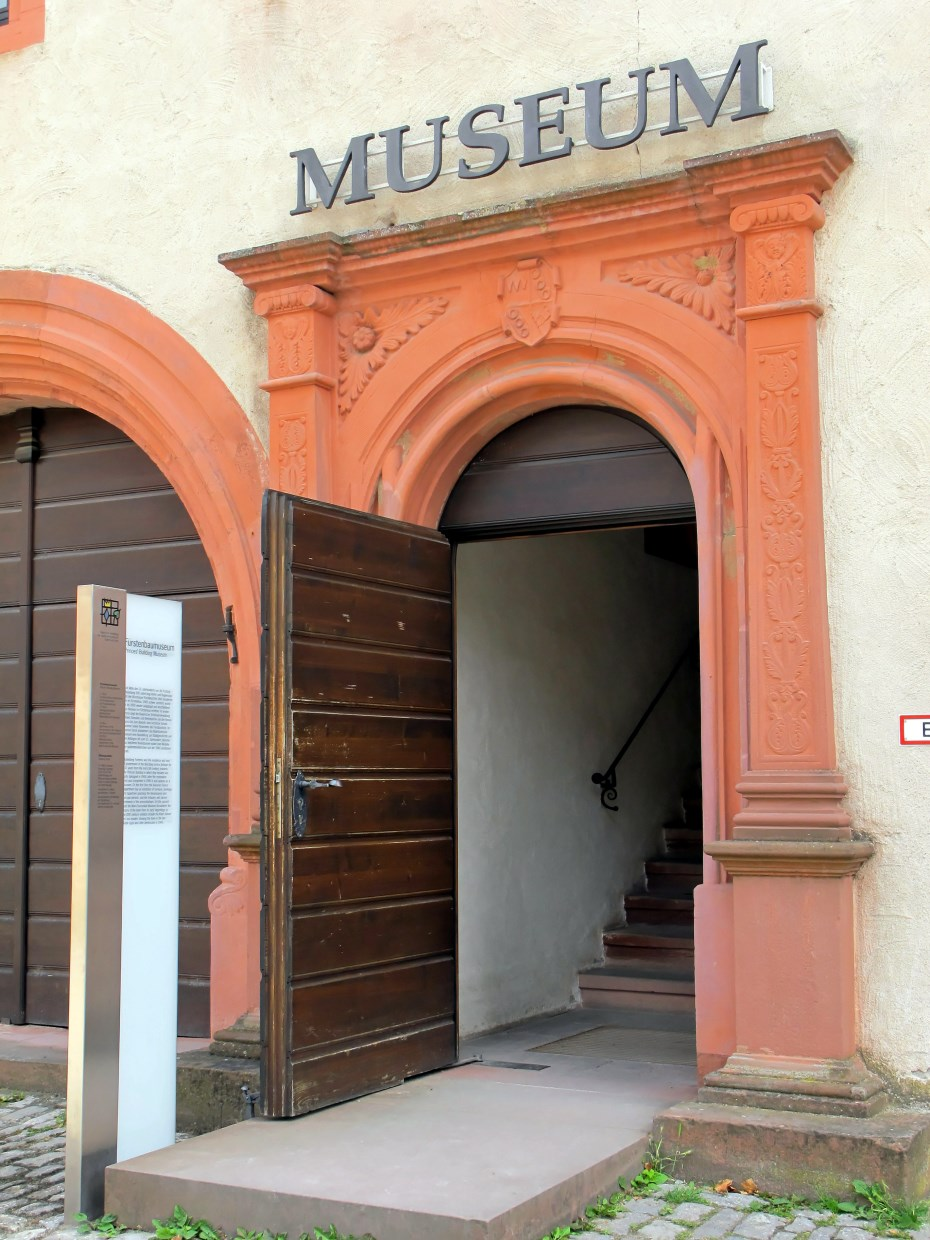
Eingang zum Fürstenbaumuseum

Das Fürstenbaumuseum, ein Bestandteil des Museums für Franken, ist im östlichen Flügel, dem sogenannten Fürstenbau, der Festung Marienberg oberhalb Würzburgs untergebracht. Eine erste museale Präsentation war hier 1938 eingerichtet worden, die jedoch kriegsbedingt nach kurzer Zeit wieder schloss. In der heutigen Form wurde das Museum am 11. Oktober 1990 eröffnet. Im 1. Obergeschoss werden die fürstbischöflichen Wohnräume und im 2. Obergeschoss die Stadtgeschichtliche Abteilung präsentiert.

## Fürstbischöfliche Wohnräume
Im 1. Obergeschoss befinden sich die fürstbischöflichen Wohnräume mit Möbeln, Gemälden und Teppichen von der Renaissance bis zum Barock. Des Weiteren können der Fürstensaal (ehemals Wappensaal) mit dem Echter'schen Familienteppich und verschiedene Ausstellungsräume mit Objekten der fürstbischöflichen Schatz- und Paramentenkammer besichtigt werden.
Raumplan
- Raum 1: Echtertreppe
- Raum 2: Gang
- Raum 3: Julius-Echter-Saal
- Raum 4: Rundstube
- Raum 5: Turmstube
- Raum 6: Durchgangsraum
- Raum 7: Schlafzimmer
- Raum 8: Wohnzimmer
- Raum 9: Vorzimmer
- Raum 10: Fürstensaal
- Raum 11: Ecksaal (Schatzkammer)
- Raum 12: Turmstube (Schatzkammer)
- Raum 13: Paramentensaal
- Raum 14: Echterwendeltreppe
- Raum 15: Gang
- Raum 16: Bibratreppe

## Stadtgeschichtliche Abteilung
Die Stadtgeschichtliche Abteilung ist im 2. Obergeschoss untergebracht und thematisiert chronologisch die Würzburger Stadtgeschichte ab dem Früh- und Hochmittelalter bis zum Jahr 1945. Es werden aber auch für die Stadtgeschichte besondere Einzelthemen in eigenen Ausstellungsräumen vertieft, wie beispielsweise die Würzburger Münzen und Medaillen, die Festungsgeschichte, die Wohnkultur im Biedermeier und die Fürstbischöfe, die als Herrscher die Stadtgeschichte (mit-)prägten.
Ein Höhepunkt der Abteilung sind die zwei großen Stadtmodelle. Das eine Holzmodell zeigt die mittelalterliche Stadt um 1525. Es wurde von Georg Achatz und Karl Steinbauer von 1953 bis 1967 gefertigt. Grundlage waren Unterlagen, Pläne und 500 Zeichnungen von Franz Seberich (1886–1964). Das zweite Modell zeigt die Stadt nach der Zerstörung durch einen Bombenangriff am 16. März 1945. Es wurde nach Aufnahmen der Luftaufklärung der United States Air Force vom 22. und 24. März 1945 erstellt. Angefertigt hat Friedrich Schuller das Modell in der Zeit von 1985 bis 1989, im Maßstab 1:500, nach planerischer Vorarbeit von Otfried Gross vom Städtischen Hochbauamt Würzburg.
Raumplan
- Raum 16: Bibratreppe
- Raum 17: Marienturm
- Raum 17/18: Würzburg im  Früh- und Hochmittelalter
- Raum 19: Würzburg im Spätmittelalter und in der Reformationszeit mit dem Stadtmodell von 1525
- Raum 20: Verfassung und Verwaltung der Stadt Würzburg bis 1802
- Raum 21: Würzburg zur Zeit des Fürstbischofs Julius Echter von Mespelbrunn
- Raum 22: Würzburg im 17. Jhd.
- Raum 23: Würzburger Münzen und Medaillen
- Raum 24/25: Würzburg im 18. Jhd.
- Raum 26: Würzburger Wohnkultur im Biedermeier
- Raum 27: Festungsgeschichte, Würzburger Fürstbischöfe
- Raum 27a: Die Wasserversorgung der Festung Marienberg
- Raum 28: Die politischen Veränderungen in Würzburg zu Beginn des 19. Jhd.
- Raum 29/30: Würzburg als fränkische Stadt im bayerischen Staat
- Raum 31: Würzburg in den Jahren 1933–1945 mit dem Stadtmodell nach der Zerstörung am 16. März 1945
- Raum 32: Vorraum zur Echtertreppe

## Bibratreppe

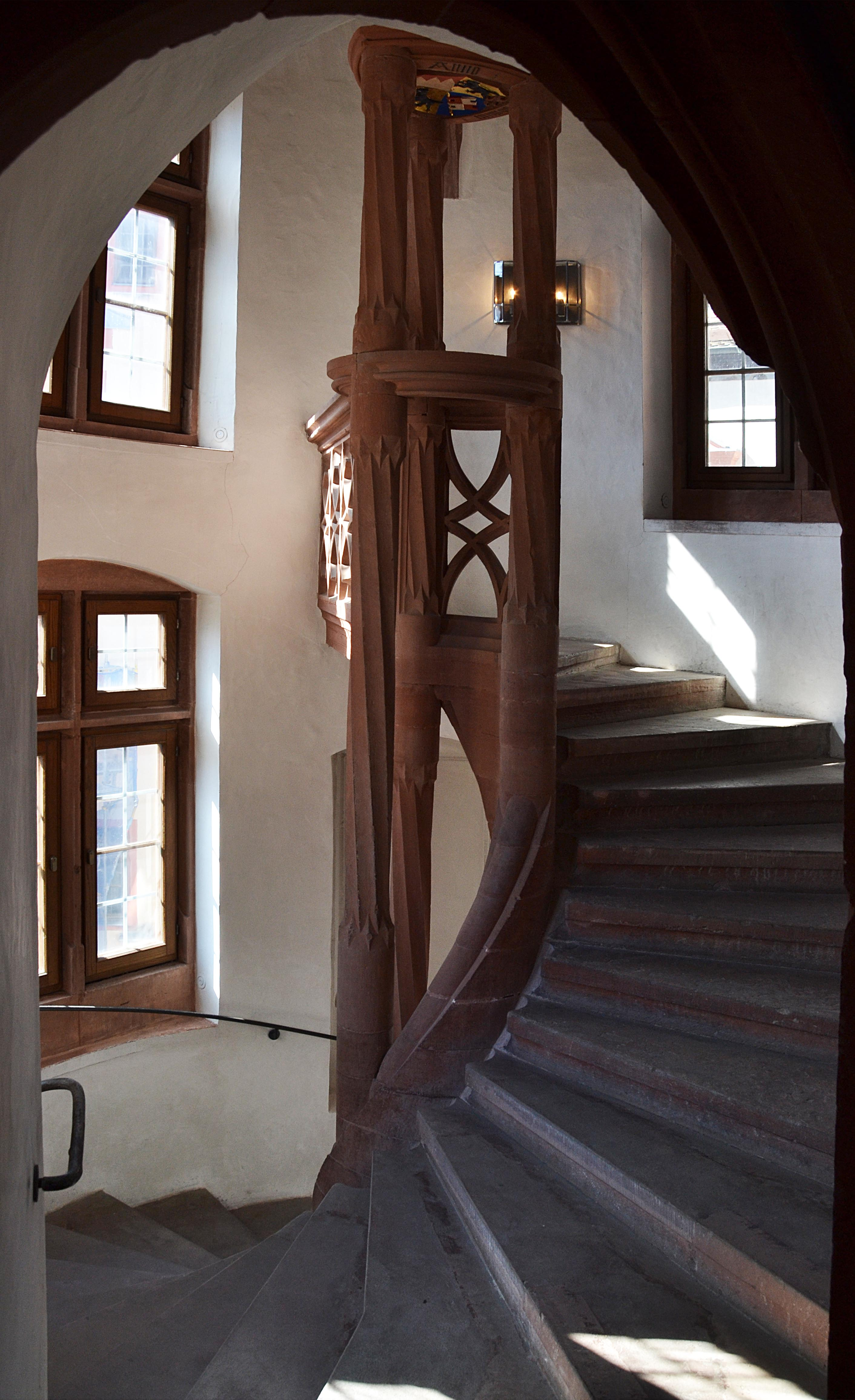
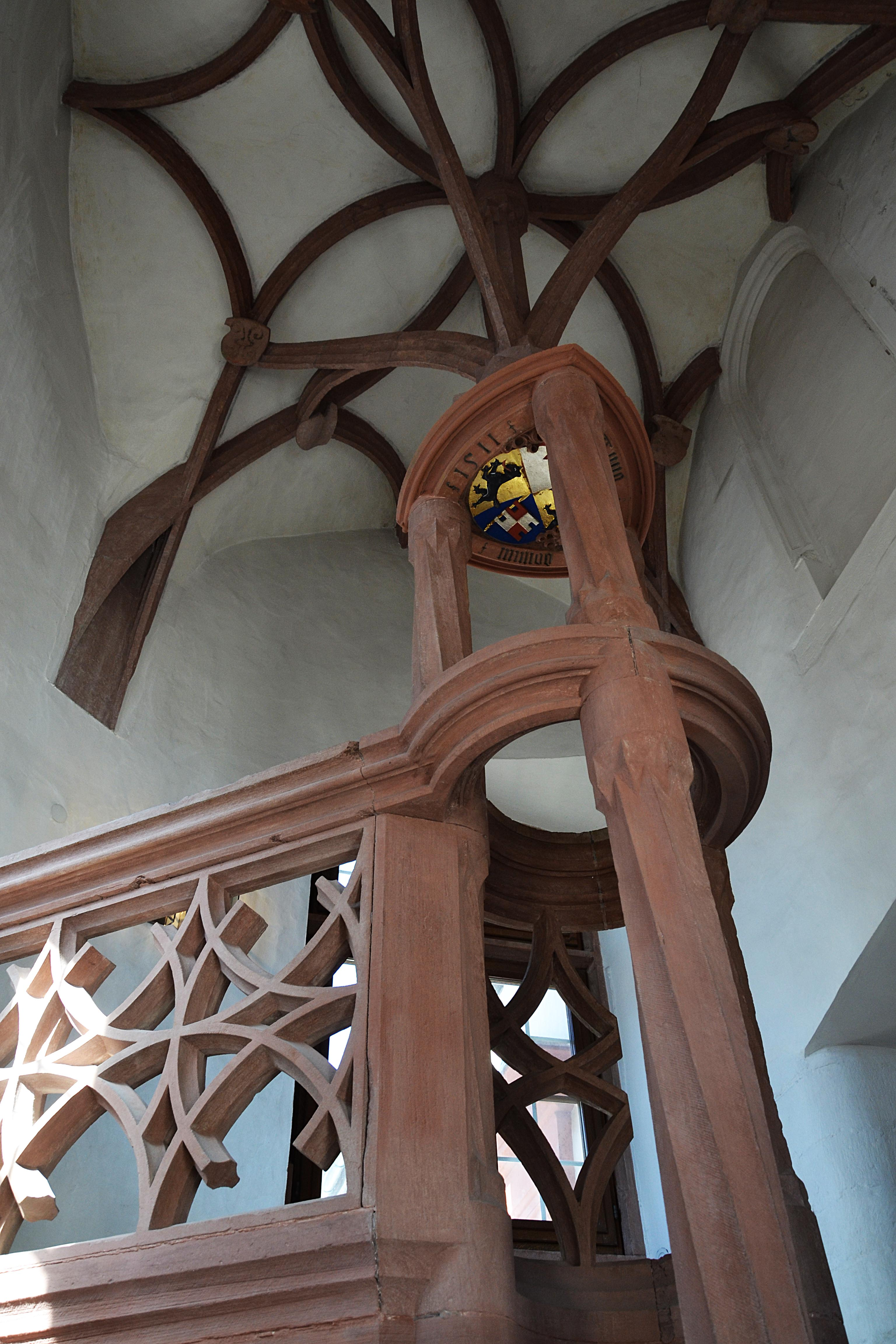
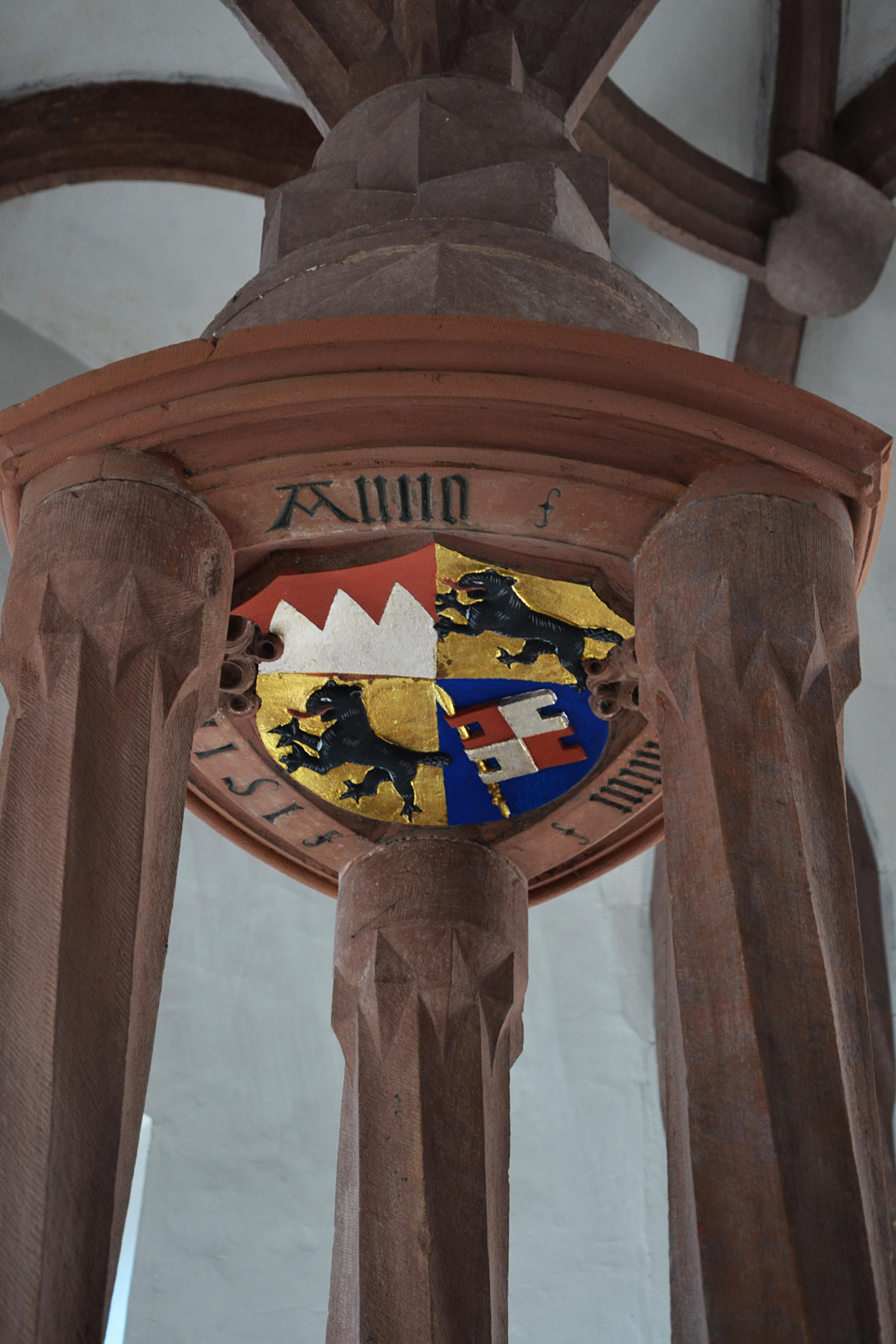
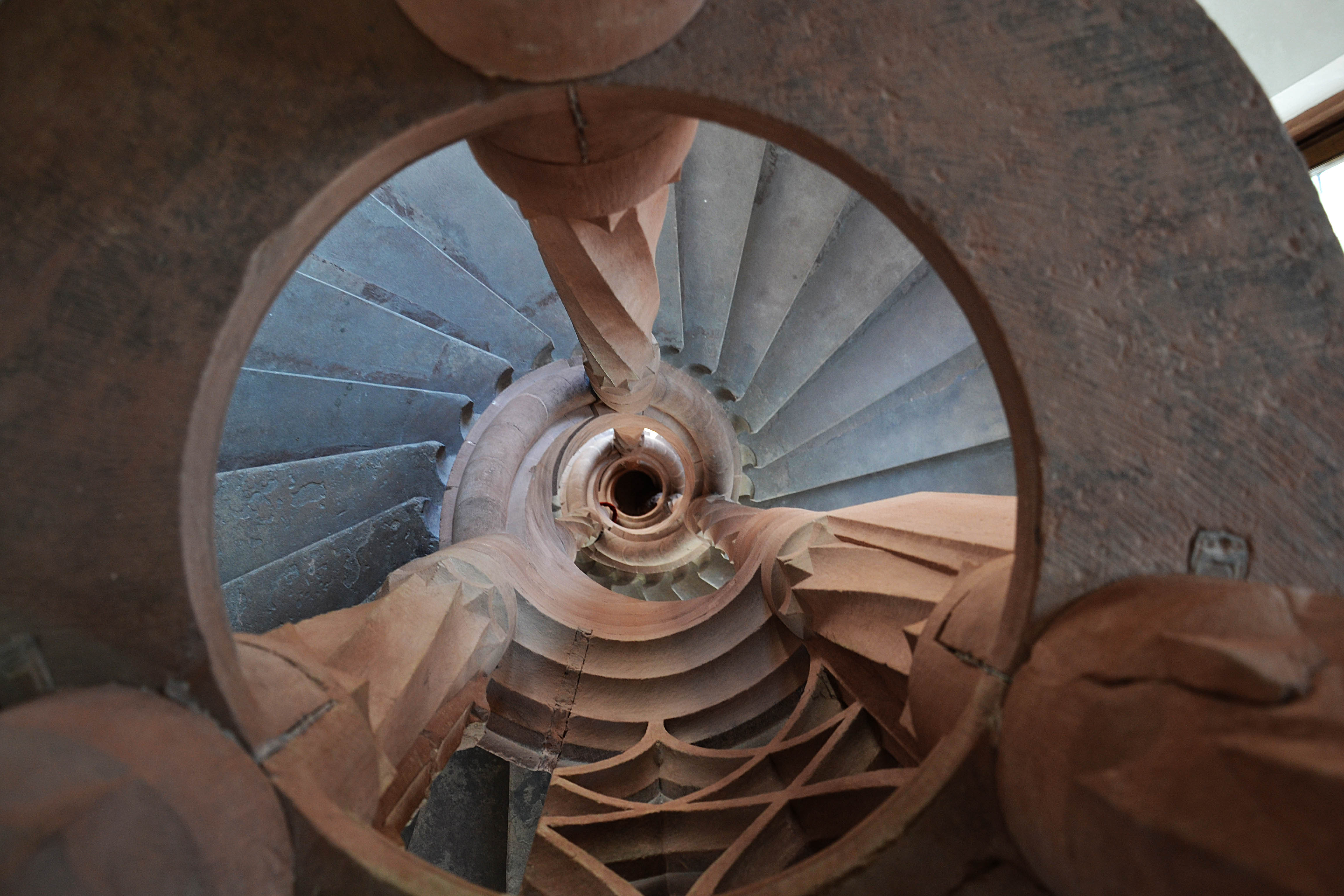
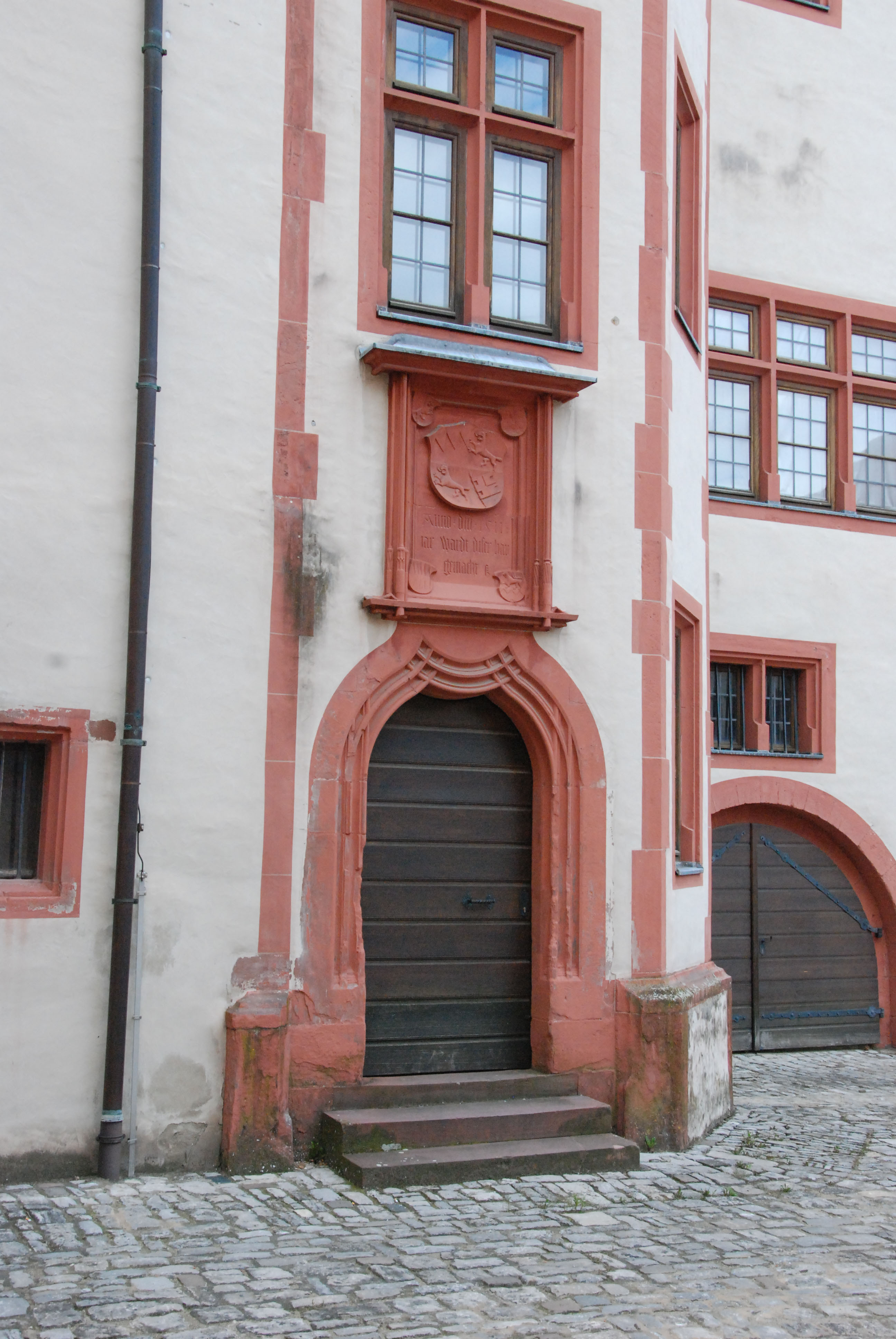